# Lea Bahnemann
Lea Bahnemann (* 4. Oktober 2001 in Strausberg) ist eine ehemalige deutsche Fußballspielerin.

## Karriere

### Vereine
Aus der B-Jugend des 1. FFC Turbine Potsdam hervorgegangen, rückte Bahnemann 2018 in die zweite Mannschaft auf. Als Abwehrspielerin bestritt sie in ihren ersten beiden Saisons in der eingleisigen und in ihrer dritten Saison in der Staffel Nord der zweigleisigen Bundesliga insgesamt 41 Punktspiele, in denen sie sieben Tore erzielte. In der Saison 2020/21 bestritt sie ihre letzten fünf Punktspiele für die erste Mannschaft in der Bundesliga.

### Nationalmannschaft
Bahnemann kam von 2015 bis 2017 in Länder- und Regionalauswahlen Brandenburgs in den Altersklassen U14, U16 und U18 in insgesamt 16 Spielen zum Einsatz, in denen sie drei Tore erzielte.
Am 27. April 2016 bestritt sie erstmals ein Länderspiel als Nationalspielerin des DFB; mit der U15-Nationalmannschaft bestritt sie in Rijssen das mit 3:3 unentschiedene Testspiel gegen die Auswahl der Niederlande. Fortan durchlief sie die Nachwuchsnationalmannschaften der Altersklassen U16, U17 und U19. Mit der U17-Nationalmannschaft nahm sie an der vom 2. bis 14. Mai 2017 in Tschechien ausgetragenen Europameisterschaft teil. Sie bestritt einschließlich des mit 3:1 gegen die Auswahl Spaniens gewonnenen Finales in Pilsen alle fünf Turnierspiele, mit denen sie zum Titelgewinn beitrug.

## Erfolge
- U17-Europameister 2017